# 马德里的斯基利齐斯手抄本

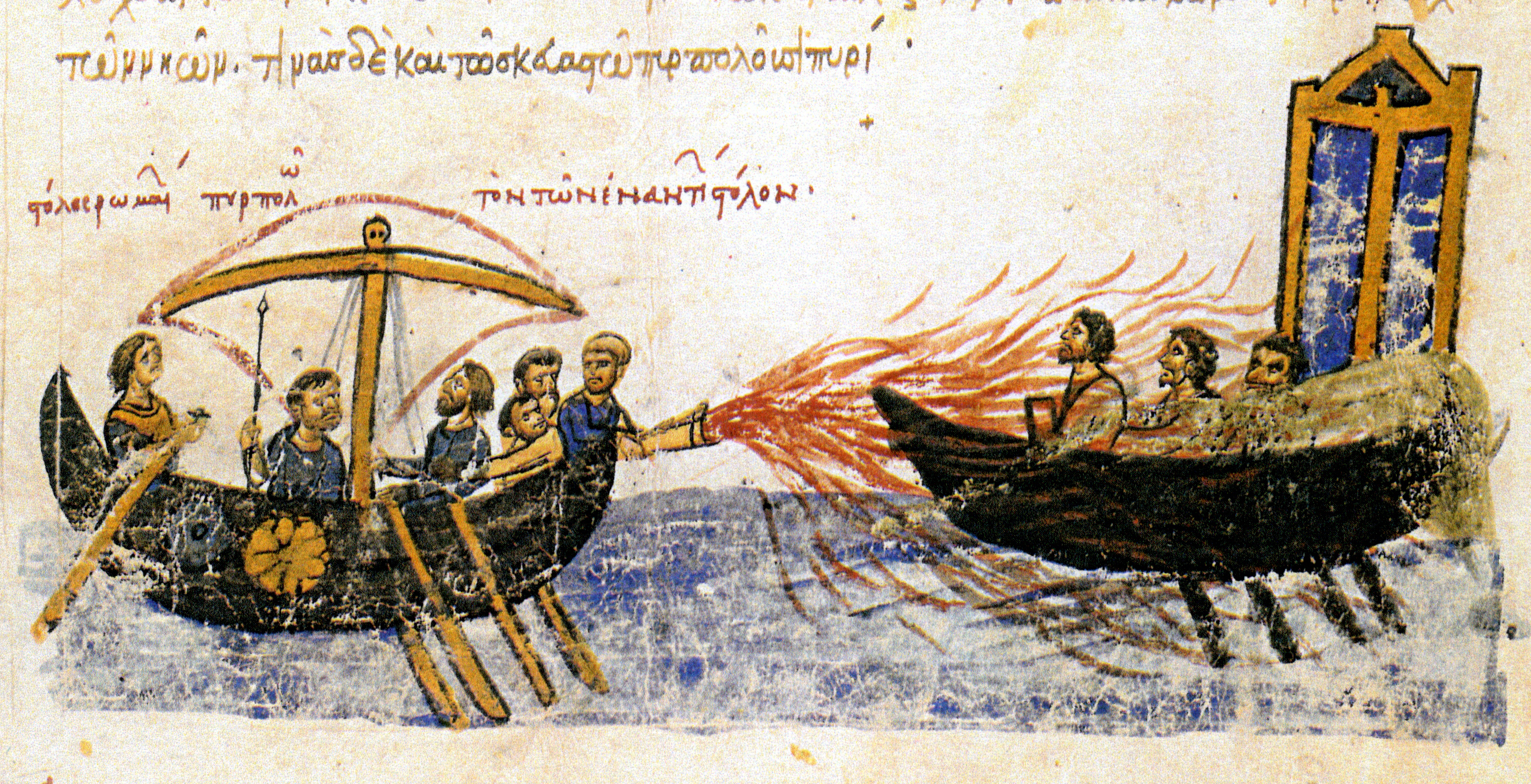
手抄本中对希腊火的描绘

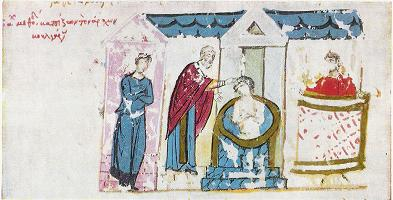
对保加利亚的鲍里斯一世受洗的描绘

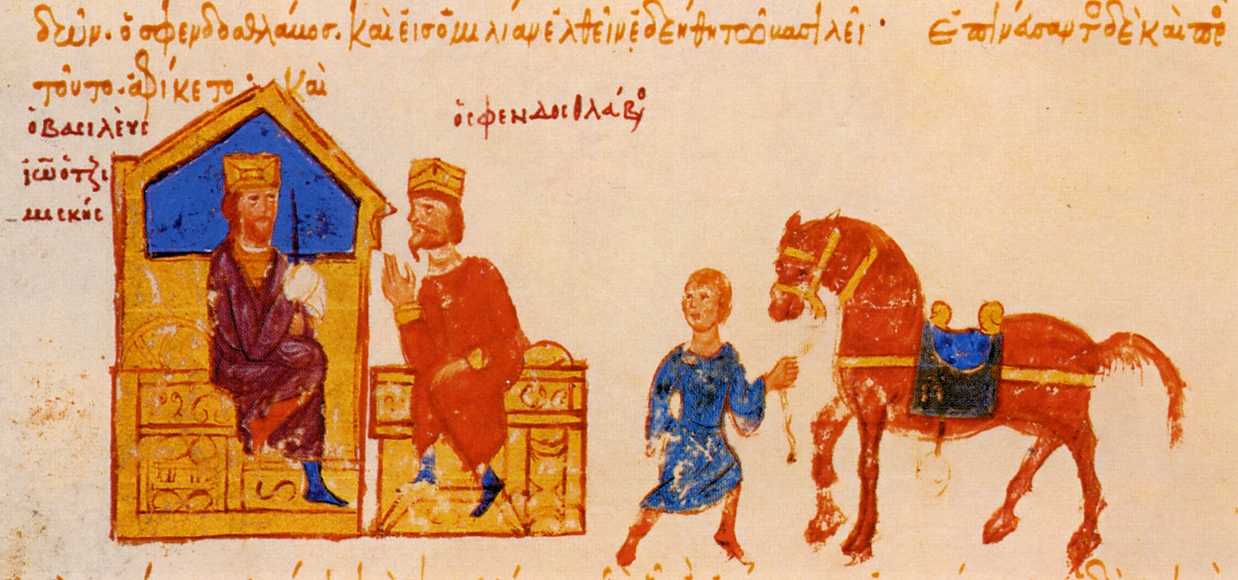
约翰一世和基辅的斯维亚托斯拉夫一世会面

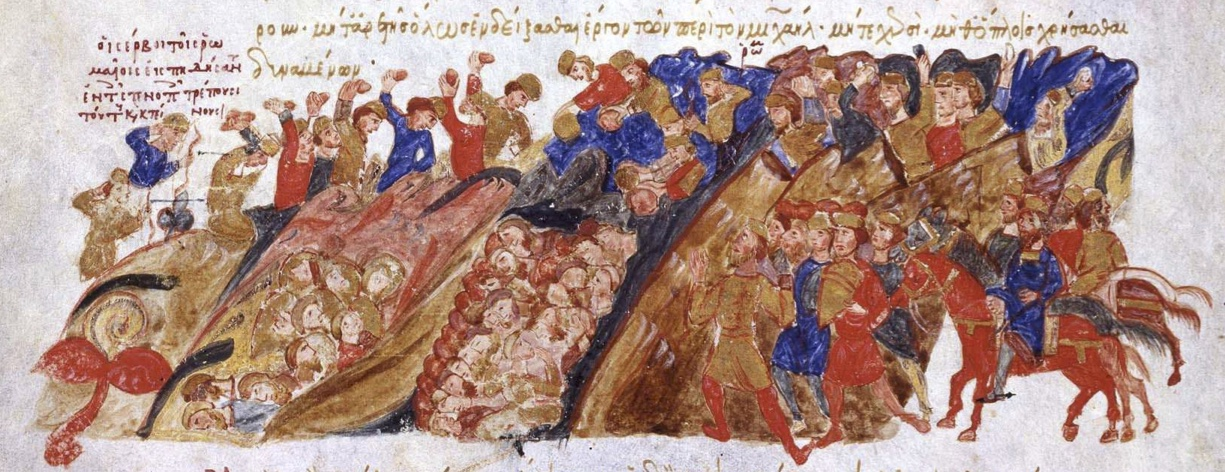
巴尔战役中塞尔维亚人在山口屠杀拜占庭人

马德里的斯基利齐斯手抄本是一份12世纪的泥金裝飾手抄本，内容是约翰·斯基利齐斯所著的史书《历史概要》（Σύνοψις Ἱστοριῶν），涵盖811年尼基弗鲁斯一世之死到1057年米海尔六世被废的拜占庭帝国历史。该手抄本诞生于西西里巴勒莫的诺曼人宫廷，现存放于马德里的西班牙国家图书馆，因而得名。它是现存唯一一部完整的拜占庭时期希腊语编年史装饰抄本。该编年史内有574幅微型插图，详细描绘了拜占庭帝国日常生活的各个方面，例如船只、文学实践、围城战，以及庆典等，这些都是“纯粹的拜占庭和西方风格，同时也反映了伊斯兰元素”。